# Casanegra
Casanegra é um filme de drama marroquino de 2008 dirigido e escrito por Nour Eddine. Foi selecionado como representante de Marrocos à edição do Oscar 2009, organizada pela Academia de Artes e Ciências Cinematográficas.